# Жамборов, Владимир Султанович
Владимир Султанович Жамборов (кабард.черк. Жамборэ Султан и къуэ Владимир; род. 7 октября 1953, Нартан, КБАССР, СССР — 11 сентября 2018, Нальчик, Кабардино-Балкария, Россия) — российский государственный деятель, руководитель администрации главы Кабардино-Балкарской Республики (КБР) до 2013 года. С марта 2007 по март 2009 — постоянный представитель Кабардино-Балкарской Республики при президенте Российской Федерации. Доктор юридических наук.

## Биография
Родился 7 июля 1953 года в селе Нартан Кабардино-Балкарской АССР. Его отец был председателем колхоза, позже директором Нальчикской птицефабрики, а мать приехала из Краснодарского края в Кабардино-Балкарию по распределению после университета. Она работала на консервном заводе инженером.
В 1975 году окончил Кабардино-Балкарский государственный университет имени Х. М. Бербекова по специальности «Промышленное и гражданское строительство». В 1998 году окончил Институт управления и бизнеса в Махачкале.
В 1980—1982 годах служил в Советской армии.
Свою трудовую деятельность начал в «Череповецметаллургстрой».
В 1988—1992 годах работал в Гвинее главным инженером Российской строительно-монтажной организации, затем генеральным директором этой организации.
С марта 1997 года по январь 2002 года являлся Министром внешних связей Кабардино-Балкарской Республики.
Затем, возглавил ОАО «Каббалкэнерго».
В марте 2007 был назначен постоянным представителем Кабардино-Балкарской Республики при Президенте Российской Федерации в Москве.
В марте 2009 вернулся в Нальчик, так как был назначен исполняющим обязанности руководителя администрации президента Кабардино-Балкарской Республики, а позже — руководителем администрации Главы Кабардино-Балкарской Республики.
В июне 2012 года был задержан вместе с другими родственниками президента Кабардино-Балкарской Республики Арсена Канокова по подозрению в незаконной приватизации здания филармонии в Нальчике, а позже помещён в СИЗО «Матросская тишина».
Владимир Жамборов умер утром 11 сентября 2018 года от тромбоэмболии.
22 октября 2018 года признан виновным вместе с другими фигурантами дела о приватизации филармонии, но уголовное дело в отношении него было прекращено в связи со смертью. Постановлением Верховного суда КБР от 28.06.2022 Владимир Жамборов признан невиновным за отсутствием состава преступления.
Награждён почётной грамотой КБР, знаком «Почётный строитель России».

### Семья
Был женат, в браке двое детей.